# Saxifraga bifurcata
Saxifraga bifurcata är en stenbräckeväxtart som beskrevs av Schrader. Saxifraga bifurcata ingår i Bräckesläktet som ingår i familjen stenbräckeväxter. Inga underarter finns listade i Catalogue of Life.